# Ramanathan Krishnan
Ramanathan Krishnan (Chennai, 11 april 1937) is een voormalig tennisser uit India. In 1954 werd hij op zeventienjarige leeftijd op Wimbledon juniorkampioen.
In 1961 won Krishnan het Dutch Open op 't Melkhuisje. Hij werd tevens acht jaar achter elkaar nationaal kampioen van India.
Zijn zoon Ramesh speelde ook internationaal tennis, en won de juniorentitel op Wimbledon 1979.

## Wimbledon
In 1960 bereikte Krishnan de halve finale op Wimbledon, maar verloor van Neale Fraser. In 1961 bereikte hij nogmaals de halve finale, en verloor van Rod Laver. Beide tegenstanders werden kampioen.
In het dubbelspel bereikte hij op Wimbledon zesmaal de kwartfinale.
In het gemengd dubbelspel bereikte hij op Wimbledon twee keer de vierde ronde, eenmaal in 1957 met de Amerikaanse Betty Rosenquest-Pratt en andermaal in 1967 met Française Maylis Burel.

## Davis Cup
In de periode 1953–1975 speelde Krishnan voor India geregeld in de Davis Cup. In totaal won hij 69 partijen van de 97.
In 1966 bracht hij India in de wereldgroepfinale. In de daaraan voorafgaande interzonale finale tegen Brazilië bracht hij drie punten binnen door twee enkelspelpartijen te winnen en één dubbelspelpartij. India won met 3–2 en de tegenstander in de wereldgroepfinale werd titelverdediger Australië – van hen verloren zij met 4–1. Krishnan sleepte in het dubbelspel het enige winstpunt binnen, maar verloor beide enkelspelpartijen.

## Resultaten grandslamtoernooien
| Legenda | Legenda                          |
| ------- | -------------------------------- |
| g.t.    | geen toernooi gehouden           |
| l.c.    | lagere categorie                 |
| –       | niet deelgenomen                 |
| G       | uitgeschakeld in de groepsfase   |
| 1R      | uitgeschakeld in de eerste ronde |
| 2R      | uitgeschakeld in de tweede ronde |
| 3R      | uitgeschakeld in de derde ronde  |
| 4R      | uitgeschakeld in de vierde ronde |
| KF      | uitgeschakeld in de kwartfinale  |
| HF      | uitgeschakeld in de halve finale |
| F       | de finale verloren               |
| W       | het toernooi gewonnen            |
| w-v     | winst/verlies-balans             |

### Enkelspel
| Toernooi        | 1953 | 1954 | 1955 | 1956 | 1957 | 1958 | 1959 | 1960 | 1961 | 1962 | 1963 | 1965 | 1967 | 1968 |
| --------------- | ---- | ---- | ---- | ---- | ---- | ---- | ---- | ---- | ---- | ---- | ---- | ---- | ---- | ---- |
| Australian Open | –    | –    | –    | –    | –    | –    | –    | –    | –    | –    | –    | –    | –    | –    |
| Roland Garros   | –    | 1R   | –    | –    | 3R   | 2R   | –    | –    | –    | KF   | –    | 4R   | 3R   | 1R   |
| Wimbledon       | 1R   | 3R   | 3R   | 3R   | 2R   | 4R   | 3R   | HF   | HF   | 3R   | 4R   | 3R   | 1R   | 1R   |
| US Open         | –    | –    | –    | –    | 3R   | –    | 3R   | –    | –    | –    | –    | –    | –    | 2R   |

### Mannendubbelspel
| Australian Open | –  | –  | –  | –  | –  | –  | –  | –  | –  | –  | –  | –  | –  |
| Roland Garros   | –  | –  | –  | –  | –  | –  | –  | –  | –  | –  | –  | –  | –  |
| Wimbledon       | 1R | KF | 3R | 2R | KF | KF | 1R | KF | 2R | 2R | KF | KF | 1R |
| US Open         | –  | –  | –  | –  | –  | –  | –  | –  | –  | –  | –  | –  | 1R |

### Gemengd dubbelspel
| toernooi        | 1954 | 1955 | 1956 | 1957 | 1958 | 1959 |    | 1967 |
| --------------- | ---- | ---- | ---- | ---- | ---- | ---- | -- | ---- |
| Australian Open | –    | –    | –    | –    | –    | –    | –  |      |
| Roland Garros   | –    | –    | –    | –    | –    | –    | –  |      |
| Wimbledon       | 1R   | 3R   | 3R   | 4R   | 2R   | 3R   | 4R |      |
| US Open         | –    | –    | –    | –    | –    | –    | –  |      |